# Zamost Brodski
Zamost Brodski – wieś w Chorwacji, w żupanii primorsko-gorskiej, w mieście Delnice. W 2011 roku liczyła 36 mieszkańców.